# Județul Jaleș

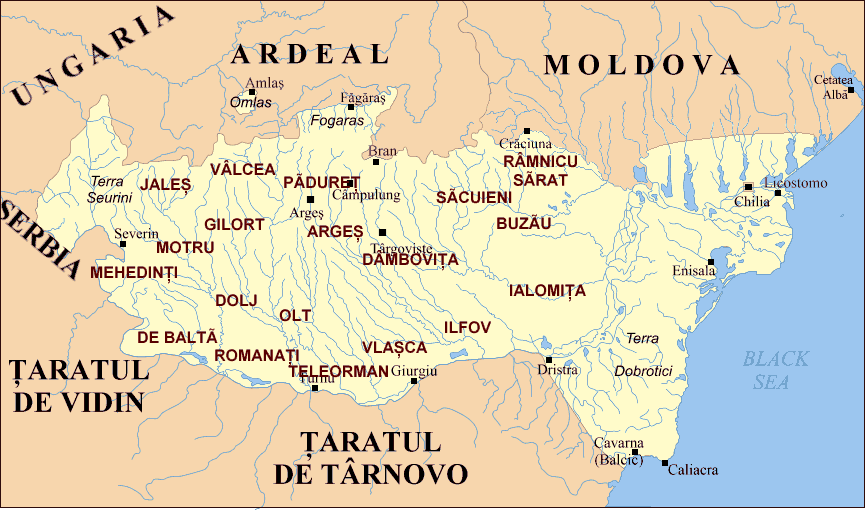
Judeţele istorice ale Ţării Româneşti

Județul Jaleș a fost primul județ semnalat în Țara Românească, în anul 1385, cu reședința la Dăbăcești. Există opinii că această reședință se afla fie pe raza actualei localități Runcu, fie la Brădiceni, fie la Arcani.
Județul Jaleș a fost dezmembrat după 1444, iar așezările sale au fost înglobate în teritoriile județelor de astăzi Gorj și Mehedinți.

## Etimologie
Și-a luat numele de la râul Jaleș, hidronim considerat de origine traco-getică. Județul a avut o lungă perioadă de timp reședința la Dăbăcești, iar mai târziu la Tismana, unde între anii 1454-1456 a fost reședința banilor olteni retrași aici din Banatul de Severin. Timp de câteva decenii localitatea a ajuns să fie un târg, un orășel, aici fiind probabil reședința celor care conduceau lupta împotriva Regatului Ungariei.

## Limitele județului
Județul Jaleș cuprindea, în secolele XIV-XV, valea râului cu același nume, Jaleș, afluent al Tismanei, în partea de nord-vest, izvoarele râului Tismana și la est împrejurimile orașului Târgu-Jiu. La vest, hotarele județului ajungeau până la confluența râurilor Jiu și Motru, la sud-vest aproape de râul Motru, iar la sud-est până la confluența râului Jilțul Mare cu râul Jiu. Fără să se cunoască în mod precis hotarele, istoricul Constantin C. Giurescu opinează că județul Jaleș cuprindea satele Bălești, Cereș, Dăbăcești, Leurda, Ploștina, Rasova, Tămășești și Turcinești, iar sociologul Ilie Bădescu menționează în plus satele Bălcești, Ceauru și Vereșevo.

## Istoric
Prima mențiune este în hrisovul din 3 octombrie 1385  prin care domnitorul Dan I donează mănăstirii Tismana acest sat (Tismana) din județul Jaleș pe amândouă părțile cât a fost Ligăcească și Rusească și prin care acesta întărea mânăstirii Tismana vechile moșii, dăruindu-i și un mertic anual de 400 de găleți de grâu din județul Jaleșului.
Județul Jaleș este menționat apoi în alte opt documente, datate între 1385-1444, în care sunt întărite sau dăruite moșii și privilegii mânăstirilor Tismana și Vodița de către domnitorii Mircea cel Bătrân (și grâul din județul Jaleș și nucii câți copaci sunt pe Jaleș la Dăbăcești ), Dan al II-lea și Vlad Dracul (și grâul din județul Jaleșului, 400 de găleți, de câte ori e vremea dăjdiei). Alături de Dăbăcești sunt amintite câteva sate, cum ar fi Ploștina și la 5 august 1424 Leurda , dar și alte sate și pe Jaleș, Arcani și Tămășiști și Bălești și Rasov amintite în diploma regelui Ungariei, Sigismund de Luxemburg, din 28 octombrie 1428. Tot județului Jaleș îi aparțineau și alte localități menționate de documente din secolul XV, Ceauru, Ungureni și Dușăști, ultima dispărută.
Ultima mențiune a județului este datată în 20 octombrie 1444, în documentul emis de cancelaria voievodului Transilvaniei, Iancu de Hunedoara, apărând în locul lui la sfârșitul secolului al XV-lea județul Gorj.